# 福岡県交通安全協会
一般財団法人福岡県交通安全協会（ふくおかけんこうつうあんぜんきょうかい）は、福岡県内の地区交通安全協会を統括する交通安全協会。元福岡県知事所管。

## 概要
福岡県内の地区交通安全協会を統括する交通安全協会で、福岡県内での季節単位で開催する交通安全運動をはじめ、自動車・自動二輪車の運転免許更新の伝達・更新事務、申請書や収入証紙の委託販売業務、自転車などに貼る反射シールや車輪のスポークに貼る反射材などの交通安全グッズの頒布、交通安全功労者の表彰及び国や全国法人への表彰推薦などを事業としている。
また、運転技能向上のために直営の福岡県自動車学校を運営している。

## 地区
- 福岡中央交通安全協会
- 博多交通安全協会
- 東福岡交通安全協会
- 早良・城南交通安全協会
- 西福岡交通安全協会
- 福岡南交通安全協会
- 粕屋地区交通安全協会
- 博多臨港交通安全協会
- 宗像交通安全協会
- 朝倉地区交通安全協会
- 筑紫交通安全協会
- 糸島市交通安全協会
- 若松交通安全協会
- 戸畑交通安全協会
- 折尾交通安全協会
- 八幡東交通安全協会
- 八幡西交通安全協会
- 小倉北交通安全協会
- 小倉南交通安全協会
- 門司交通安全協会
- 行橋交通安全協会
- 豊前築上交通安全協会
- 直方地区交通安全協会
- 宮若交通安全協会
- 飯塚地区交通安全協会
- 嘉麻市交通安全協会
- 添田大任地区交通安全協会
- 田川交通安全協会
- 川崎交通安全協会
- 久留米市交通安全協会
- 小郡三井地区交通安全協会
- 浮羽地区交通安全協会
- 八女交通安全協会
- 筑後市交通安全協会
- 八女東部事務所
- 城島三潴交通安全協会
- 大川大木交通安全協会
- 柳川市交通安全協会
- みやま市交通安全協会
- 大牟田交通安全協会

## 福岡県自動車学校
福岡県自動車学校（ふくおかけんじどうしゃがっこう, Fukuoka-ken Driving School）は福岡県福岡市城南区にある福岡県交通安全協会が運営する自動車教習所である。1937年（昭和12年）に設立。略称は県自校。

### 取得免許
- 普通自動車第一種・第二種
- 普通自動二輪車
- 大型自動二輪車

### 沿革
- 1932年 - 福岡県内の自動車運輸業者により、運輸事業の発展・交通の安全と円滑・福利増進を目指して福岡自動車組合連合会が結成される。会長は警察部長であった。
- 1933年 - 自動車取締令が改正される。車両検査場並びに運転実地試験場が県庁所在地に１カ所設けられることとなった。
- 1937年
  - 福岡自動車組合連合会が福岡県自動車学校を設立。
  - 認可申請にあたって、県に福岡市大字青木の土地4,000坪を寄付するとともに、隣接する土地1,074坪を買収した。
  - 実習車はシボレー１台、フォードが２台であった。
  - 履修期間は本科３ヶ月間・研究科１ヶ月間とされていた。
  - 料金については、授業料が１ヶ月につき10円、実習費が１ヶ月につき20円であり、寄宿舎費、補習料はそれぞれ10分につき１円50銭、30銭であった。
  - 福岡県自動車組合連合会により設立されたが、事実上の運営は福岡県警察部の保安課の課長が校長を兼務、運営していた。
  - 当時の交通法令には自動車学校における自動車教習指導員の資格等に関する規定がなく、また一般市民の中から自動車の運転や機構・交通法令に関する知識を有する者を募る事も困難であった為、福岡県警察部保安課員または運転者試験場技官が教師または嘱託講師として授業を行っており、この体制は戦後の昭和23年１月の警察制度改革直前まで続いた。
- 1939年 - 学校設置者を法人組織に変更し、福岡県自動車組合連合会から社団法人福岡自動車協会へと変更した。
- 1941年 - 福岡県内の大学、高等学校、専門学校等の依頼により、各校内に組織されていた報告隊の自動車部員に対する教習を目的とした特別委託授業を開始。この後、ほどなくして太平洋戦争が勃発する。
- 1943年 - 太平洋戦争の戦局が緊迫化し、国内戦時非常体制強化の為に自動車学校の経営が許されない事態となった為、当時の福岡県知事は国の方針に基づき自動車学校閉鎖を命じた。
- 1944年
  - 連合会の部内講習所として福岡県自動車講習所を発足。閉鎖指令の趣旨からして一般公募ができなかった為、同組織の発足は戦時輸送の確保を名目とした。
  - 大日本帝国陸軍の増強を目的として、当時の講習所付近一帯は軍用飛行場用地として接収され、講習所は移転を余儀なくされた。なお、この時接収された敷地には席田飛行場（のちの板付飛行場、福岡空港）の滑走路が作られ、南方出撃作戦に使用された。
  - 講習所は西日本鉄道株式会社所有の遊休地を借用し、福岡市内地行西町１９６番地樋井川船入場東（現在の中央区地行の市営住宅付近）に移転し、諸設備を整備し翌年４月に校舎が完成した。だがこの約２ヶ月後に世に言われる福岡大空襲が発生した為、福岡市は東部～西部までほとんどが焼き払われ、講習所は校舎・車両とも灰燼に帰した。
- 1945年 - 戦後間もない世情混乱の中、福岡県知事より福岡市西新町２１番地の西福岡消防署跡地を借用し、同年10月より戦後第１回目の講習が行われた。しかし、１年たたずして県知事より変換要求を受けた為、講習は１度のみの開催に終わった。
- 1946年 - 福岡市鳥飼の福岡第一師範学校女子部戦災跡地にあったモーター普及会福岡支部が解散したため、建物・施設を借用することとなり、同年10月、福岡第一師範学校に移転し、戦後２回目の講習が行われた。
- 1947年
  - 公安委員会制度発足。またこの年に警察制度の改正が行なわれた。
  - この時、第１回目の全国交通安全運動が実施された。
- 1948年
  - 講習所の設置者名称が（社団法人）福岡県自動車協会から福岡県自動車安全協会へと変更された。
  - 講習所に借用していたモーター普及会福岡支部の建物が、講習所の母体である福岡県交通安全協会によって購入される。しかし、翌年この土地の管理者である福岡学芸大学（現・福岡教育大学）の学長より当仁中学校の建設用地として返還要求を受け、再度移転を余儀なくされる。
- 1949年
  - 講習所の設置者名称が（社団法人）福岡県自動車安全協会から福岡県交通安全協会へと変更された。
  - 講習所は福岡市大字鳥飼字浜田１２１－１（現・福岡市中央区城内）へと移転される。この場所にて自動車学校としての基礎を固めていった。
- 1957年
  - 講習所の施設名を福岡県自動車講習所から福岡県自動車専門学校へと変更する。
  - 講習所の設置者名称が（社団法人）福岡県交通安全協会から（財団法人）福岡県交通安全協会へと変更された。
  - 学校は専任校長制となり、創設以来県警察部及び県警察本部の担当課の課長が校長を兼任していた体制が変更となる。
  - この年より、一定基準を満たした自動車学校は公安委員会の指定を受けると技能試験が免除される技能試験免除の制度が開始される。
  - 当時の福岡県自動車専門学校にとって、上記の認定を受ける為にはより広大な土地を用意する必要があった為、同校は福岡市田島里が浦の山林（32,726.24平方メートル）を用地として買収した。
- 1960年
  - コースの整地と仮講習施設の建設が完了。８月より技能教習を開始する。
  - この後、浜田校の借地権者である護国神社の再建計画の話が上がり始めた為、田島に本格移転すべく、10年計画での継続事業に取り組むこととなる。
- 1963年 - 技能試験免除の自動車学校の認定を受ける。この約１ヶ月後、指定自動車教習所制度が設けられ、全国の自動車学校が飛躍的に充実強化されていった。

### 歴代校長
- 県警察兼務の校長
  - 県警察部保安課長　野上博蔵（1937年12月01日 - 1944年01月28日）
  - 県警察部輸送課長（1944年01月28日 - 1946年01月31日）
  - 県警察部保安課長（1946年02月01日 - 1948年01月26日）
  - 県警察本部交通課長（1948年01月26日 - 1957年07月31日）
- 県交通安全協会の専任校長
  - 佐藤　兼友（1957年08月01日 - 1960年06月07日）
  - 河口　鋭之（1960年06月08日 - 1971年03月31日）
  - 水上　義夫（1971年04月01日 - 1973年10月31日）
  - 高倉　秀典（1973年11月01日 - 1979年03月31日）
  - 白井　清愛（1979年04月01日 - 1979年09月30日）※校長代理
  - 宮川　勇蔵（1979年10月01日 - 1985年06月12日）
  - 海老崎　三千浪（1985年06月13日 - 1988年09月30日）
  - 丸尾　脩（1988年10月01日 - 1996年10月01日）
  - 淵上　晃（1996年10月01日 - 2002年03月31日）
  - 谷光　正人（2002年04月01日 - 2007年03月31日）
  - 四方堂　義男（2007年04月01日 - 2012年03月31日）
  - 中島　和彦（2012年04月01日 - 2017年03月31日）
  - 日熊　富男（2017年04月01日 - 2022年03月31日）
  - 大坪　弘章（2022年04月01日 - 　　　　　　　）

### 教習車種
普通車
- スバル インプレッサG4
- トヨタ トヨタ教習車

二輪車
- ホンダ CB400
- ホンダ CB125F（小型限定）
- ホンダ NC750（大型）
- スズキ スカイウェイブ（AT）

各講習用
- スズキ アドレスV125（原付）
- トヨタ コンフォート
- トヨタ トヨタ教習車（身体障がい者講習専用）
- ホンダ ステップワゴン
- トヨタ ハイエース

### 交通アクセス
- 福岡市地下鉄七隈線 金山駅から徒歩9分
- 福岡市地下鉄七隈線 茶山駅から徒歩10分